# Bláfjall (berg i Norðurland eystra)
Bláfjall är ett berg i republiken Island. Det ligger i regionen Norðurland eystra, i den centrala delen av landet, 270 km nordost om huvudstaden Reykjavík. Toppen på Bláfjall är 1 206 meter över havet.
Bláfjall är den högsta punkten i trakten. Trakten runt Bláfjall är nära nog obefolkad, med mindre än två invånare per kvadratkilometer. Det finns inga samhällen i närheten. Trakten runt Bláfjall är ofruktbar med lite eller ingen växtlighet.